# Atticus Shaffer
William Atticus Shaffer (Santa Clarita, 19 giugno 1998) è un attore statunitense.
È famoso per aver interpretato Brick Heck nella serie televisiva The Middle e Matty Newton nel thriller cinematografico del 2009 Il mai nato.

## Biografia
Scoperto dal suo manager nel 2006, ben presto ottenne un ruolo di guest star nella serie The Class - Amici per sempre. Grazie a questo ruolo ha ottenuto la parte di Brick Heck nella serie della ABC, The Middle. È comparso in episodi singoli di diverse serie, come ad esempio My Name is Earl, Il tempo della nostra vita, Carpoolers e Human Giant.
Sicuramente è più nota la scena della fermata dell'autobus che lo ha visto al fianco di Will Smith in Hancock. Inoltre, ha partecipato anche come Matty Newton nel film Il mai nato e in altri film come An American Carol, Lasciando Barstow e Giorno opposto.
Ha fatto anche il doppiatore in alcuni film, tra cui Anno uno e L'era glaciale 3 - L'alba dei dinosauri.
Nel 2012 è parte del cast del film Frankenweenie di Tim Burton nel ruolo di doppiatore del personaggio di Edgar 'E' Gore.
Atticus è affetto da osteogenesi imperfetta di tipo IV.

## Filmografia

### Cinema
- Leaving Barstow (2008)
- Hancock, regia di Peter Berg (2008)
- An American Carol, regia di David Zucker (2008)
- Il mai nato, regia di David S. Goyer (2009)
- Opposite Day (2009)

### Televisione
- The Class - Amici per sempre (The Class) - serie TV, episodio 1x18 (2007)
- Il tempo della nostra vita - serie TV; episodio 110632 (2007)
- Carpoolers - serie TV, episodi 1x13 (2008)
- Jimmy fuori di testa - serie TV, episodio 1x18 (2008)
- My Name Is Earl - serie TV, episodio 4x20 (2009)
- Sono nella banda - serie TV, episodio 2x05 (2011)
- A tutto ritmo - serie TV, 1 episodio (2011)
- The Middle - serie TV, 215 episodi (2009-2018)
- Un papà da Oscar - serie TV, 2 episodi (2014)
- Non ho mai... - serie TV, 1 episodio (2020)

### Doppiatore
- Subject: I Love You (2011)
- Thundercats - serie TV, 1 episodio (2011)
- I pinguini di Madagascar (3 episodi, 2011)
- Frankenweenie, regia di Tim Burton (2012)
- Vita da pesci (2010-2013)
- Steven Universe (2013)

## Doppiatori italiani
Nelle versioni in italiano delle opere in cui ha recitato, Atticus Shaffer è stato doppiato da:
- Lorenzo Crisci in Non ho mai...
- Francesco Mangiavacchi ne Il mai nato
- Ruggero Valli in The Middle